# Gerard van Groesbeeck
Gerard van Groesbeeck (Hasselt, 1517 – Liegi, 23 dicembre 1580) è stato un cardinale e vescovo cattolico belga.

## Biografia
Nacque ad Hasselt, in Belgio, nel 1517.
Fu nominato cardinale da papa Gregorio XIII nel concistoro del 21 febbraio 1578.
Morì il 23 dicembre 1580 a Liegi.

## Genealogia episcopale e successione apostolica
La genealogia episcopale è:
- Vescovo Gregorius Silvius, O.P.
- Cardinale Gerard van Groesbeeck

La successione apostolica è:
- Vescovo André Strengnart, O.Carm. (1578)